# Rio Manuel Alves (Santa Catarina)
O rio Manuel Alves, Manoel Alves (grafia mais aceita), ou Mané Alves, como é popularmente chamado,é um curso de água do estado  de Santa Catarina, no Brasil.
Sua nascente se localiza na localidade de Três Barras, no município de Morro Grande, quase na divisa de Santa Catarina com o Rio Grande do Sul. Atravessa o município de Meleiro, onde desagua no rio Mãe Luzia, o qual, junto com o rio Itoupava, ajuda a formar o rio Araranguá.